# Resistencia Nacional Siria
La Resistencia Nacional Siria (en árabe: المقاومة الوطنية السورية, Al Muqāwamat al Watanī al-Sūriyah) es una coalición política siria formada principalmente por intelectuales y políticos árabes y kurdos independientes opositores al Ejército Libre Sirio y a Turquía. La coalición fue fundada en Tell Rifaat, Afrin el 7 de septiembre de 2016 tras la incursión militar de Turquía en la Guerra Civil Siria en agosto de 2016 con la Ofensiva de Yarabulus.
Se definen como democráticos que buscan la coexistencia, convivencia y unión de los distintos pueblos y etnias de Siria.
La organización tiene como vocero al kurdo Rêzan Hido.

## Surgimiento
Se forman a principios de septiembre de 2016 como consecuencia de la intervención de Turquía en el conflicto sirio en agosto de ese año, cuando los rebeldes islamistas lanzaron una ofensiva contra Estado Islámico y la alianza kurdo-siria de las FDS en la ciudad de Yarabulus (con destino a Manbij, ciudad bajo control de las FDS desde agosto de 2016) con el aval y la participación del Ejército y la Fuerza Aérea turca.
En un principio la estructura se presentó como una coalición patriótica siria, 

El emblema de la Brigada de Mártires de Kafr Saghir utiliza como base el escudo de armas de Siria.

sin embargo dentro de la misma hay miembros de distintas etnias y nacionalidades como arameos, asirios y turcomanos además de árabes y kurdos, como así también de diferentes ideologías y religiones, entre ellos seguidores al gobierno sirio y opositores del mismo, destacando una gran pluralidad dentro del partido.
Según Rêzan Hido, vocero del partido, el objetivo de la organización no solo se centra en la resistencia contra una posible incursión turca en el cantón de Afrin sino también en la lucha contra el Estado Islámico y Fateh al-Sham (anteriormente llamado Frente al-Nusra). La postura de Hido y el partido respecto a la intervención turca es firme, consideran la incursión como una «invasión y una violación a la soberanía siria». Asimismo el vocero también anunció que el partido tiene oficinas en las ciudades de Latakia, Alepo, Homs, Idlib y otras ciudades.

### Relaciones
Si bien en un principio se especuló con que podrían llegar a ser adherentes de la alianza kurdo-siria de las Fuerzas Democráticas Sirias eso fue descartado cuando su propio vocero declaró no tener nada que ver con esa milicia, y además declaró que no apoyan a las ideas del PKK y Abdullah Ocalan desmintiendo así lo que medios turcos oficialistas al AKP rumoreaban.